# Cavagnolo
Cavagnolo és un comune (municipi) de la ciutat metropolitana de Torí, a la regió italiana del Piemont, situat a uns 30 quilòmetres al nord-est de Torí. A 1 de gener de 2019 la seva població era de 2.059 habitants.
Cavagnolo limita amb els següents municipis: Brusasco, Monteu da Po, Lauriano, Moransengo i Tonengo.

## Llocs d'interès
L'abadia de Santa Fede va ser fundada pels monjos benedictins de Sainte-Foy-de-Conque (Alvèrnia, França) cap a la meitat del segle xii.
A més de les ruïnes del castell, altres llocs d'interès inclouen l'església de San Secondo, antiga església parroquial, l'ajuntament i Villa Martini, residència als turons de Cavagnolo.